# Jan Kjærulff
Jan Kjærulff (* 30. Dezember 1943 in Gentofte, Dänemark; † 25. August 2006) war ein dänischer Segelboot-Konstrukteur und Segler. Aus seiner Feder stammen zahlreiche Bootsklassiker, deren wegweisendes Design die Entwicklung der Segelboote in den 1970er und 1980er Jahren nachhaltig prägte.
Der gelernte Schiffsingenieur arbeitete zuerst im Design-Büro Knud E. Hansen in Kopenhagen. Er verließ Dänemark im Jahr 1969, um im legendären New Yorker Bootsdesign-Büro Sparkman & Stephens zu arbeiten. Im Jahr 1969 konstruierte Kjærulff sein erstes Segelboot, die Kommandant 31. Als er 1971 nach Dänemark zurückkehrte, gründete er mit dem dänischen Segel-Olympiasieger Paul Elvström das Atelier Elvstrøm & Kjærulff Yacht Design. Gemeinsam entwickelten sie ein erfolgreiches ½-Tonner-Regattaboot, dessen Rumpf als Grundlage für zahlreiche erfolgreiche Boote genutzt wurde – darunter die Elvstrøm 32, Elvstrøm Cruiser, Luffe 32 und Blue Dane 32 (später Blue Leth 32).
Es folgten weitere Bootsklassiker wie die Granada 23, 27, 31 oder 910, die Bianca 26, 28 oder die lange, schmale Aphrodite 101. Bis heute sind die Entwürfe von Elvstrøm & Kjærulff in vielen europäischen Häfen zuhause.
Im Jahr 1984 trennte sich das Duo Elvstrøm-Kjærulff und beide gründeten eigene Design-Büros.
Als Segler war Kjærulff im Kongelig Dansk Yachtklub aktiv. Für Dänemark trat er im Soling bei den Olympischen Sommerspielen 1972 in Kiel an. Jan Kjærulff erreichte in diesem Wettbewerb gemeinsam mit Paul Elvstrøm als Steuermann und Valdemar Bandolowski als Besatzungsmitglied den 13. Platz.